# Superhjältefilm
En superhjältefilm är en film som fokuserar på en eller flera superhjältar. De genrer en superhjältefilm vanligtvis lånar är action, äventyr, fantasy, och/eller science fiction, oftast med inslag av humor.

## Exempel på superhjältefilmer
- Batman
- DC Extended Universe
- Marvel Cinematic Universe
- Spider-Man
- X-Men